# Castillo de Vincennes

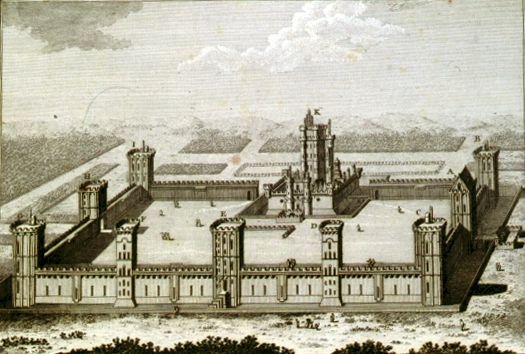
Vista de Vincennes bajo el reinado de Carlos V.
Grabado de Pierre Nicolas Ransonette.

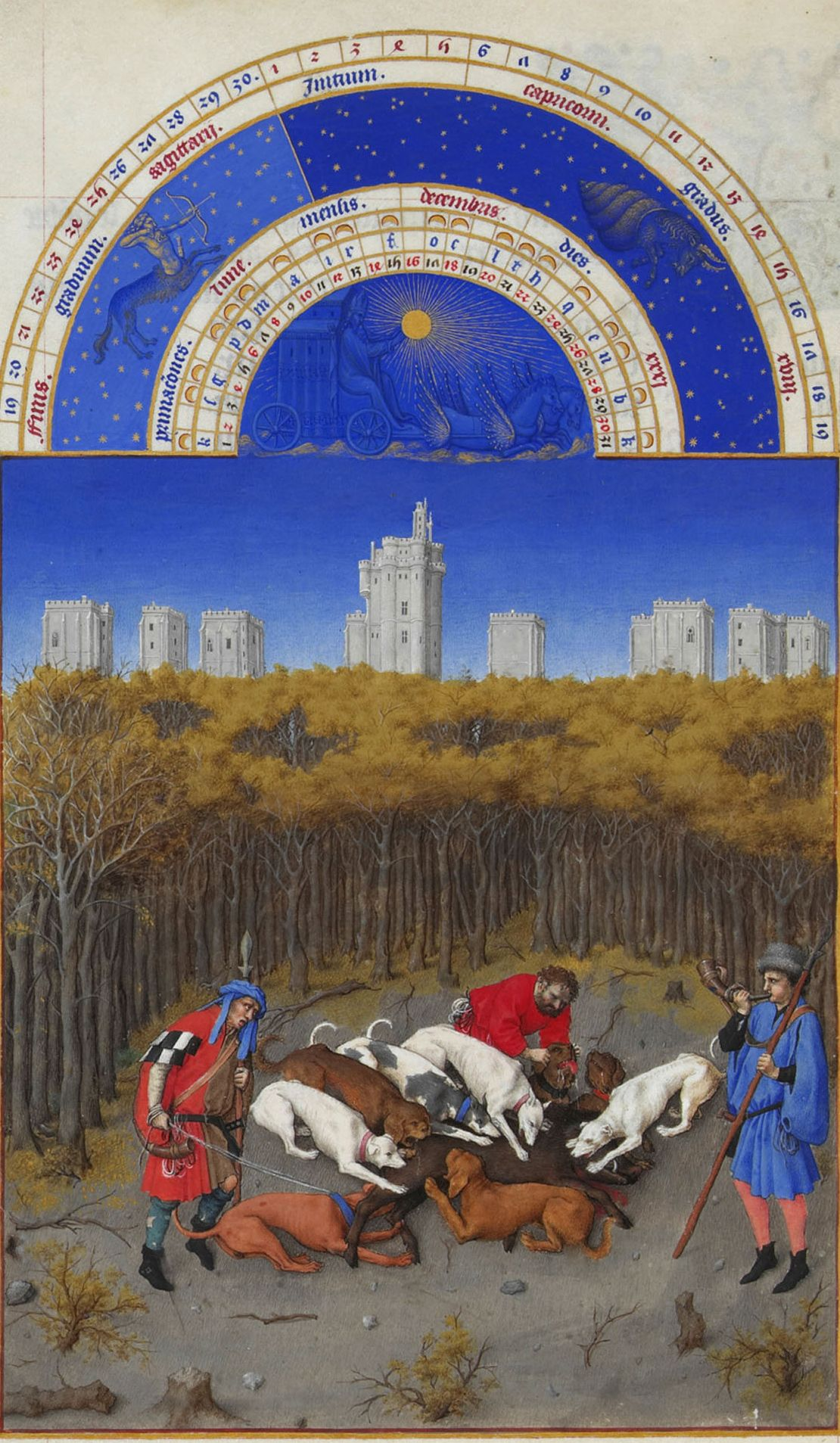
Miniatura de Las muy ricas horas del Duque de Berry. La caza o el mes de diciembre mostrando el castillo de Vincennes.

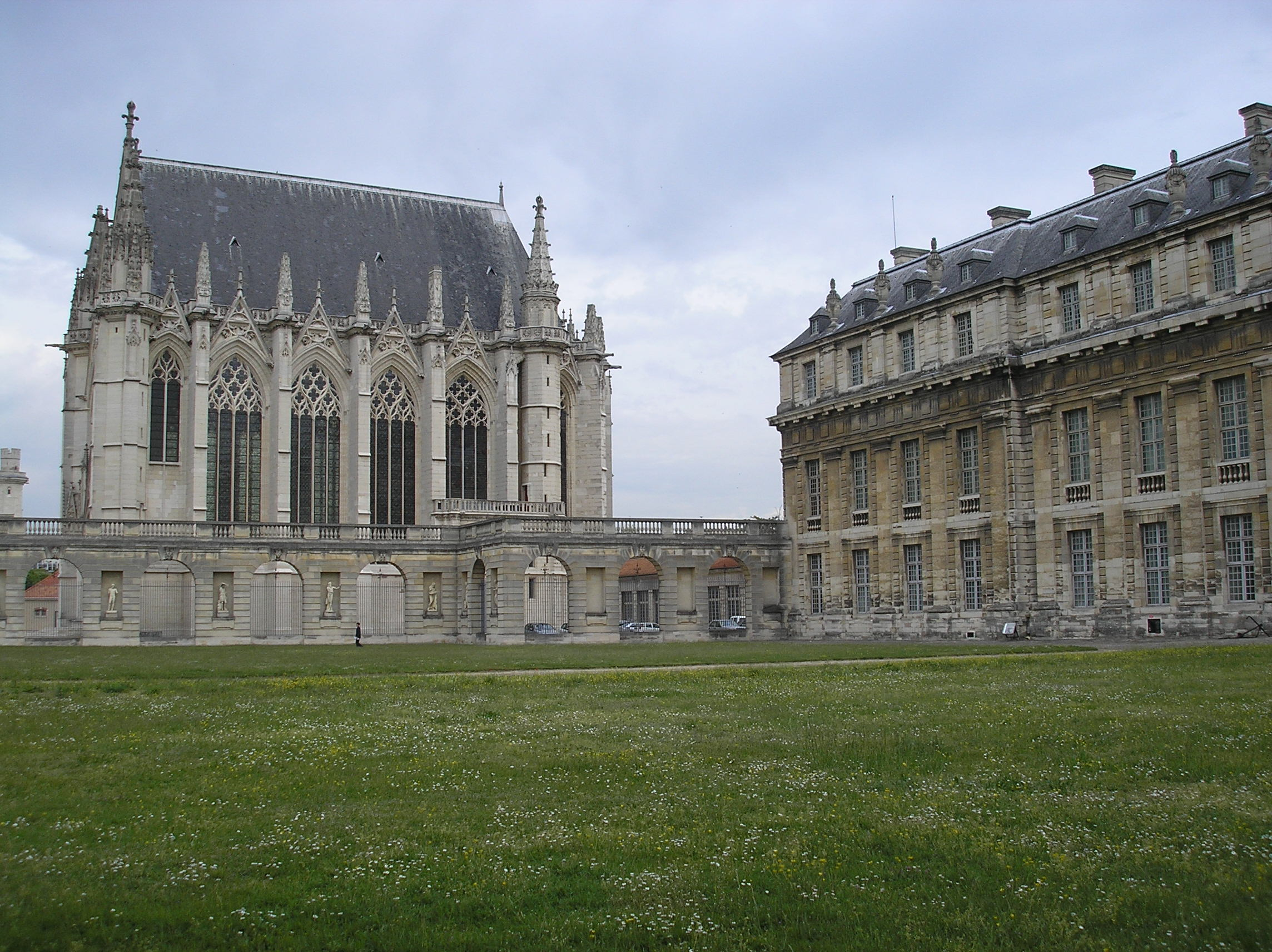
La Sainte-Chapelle y el campo aislado de Le Vau.

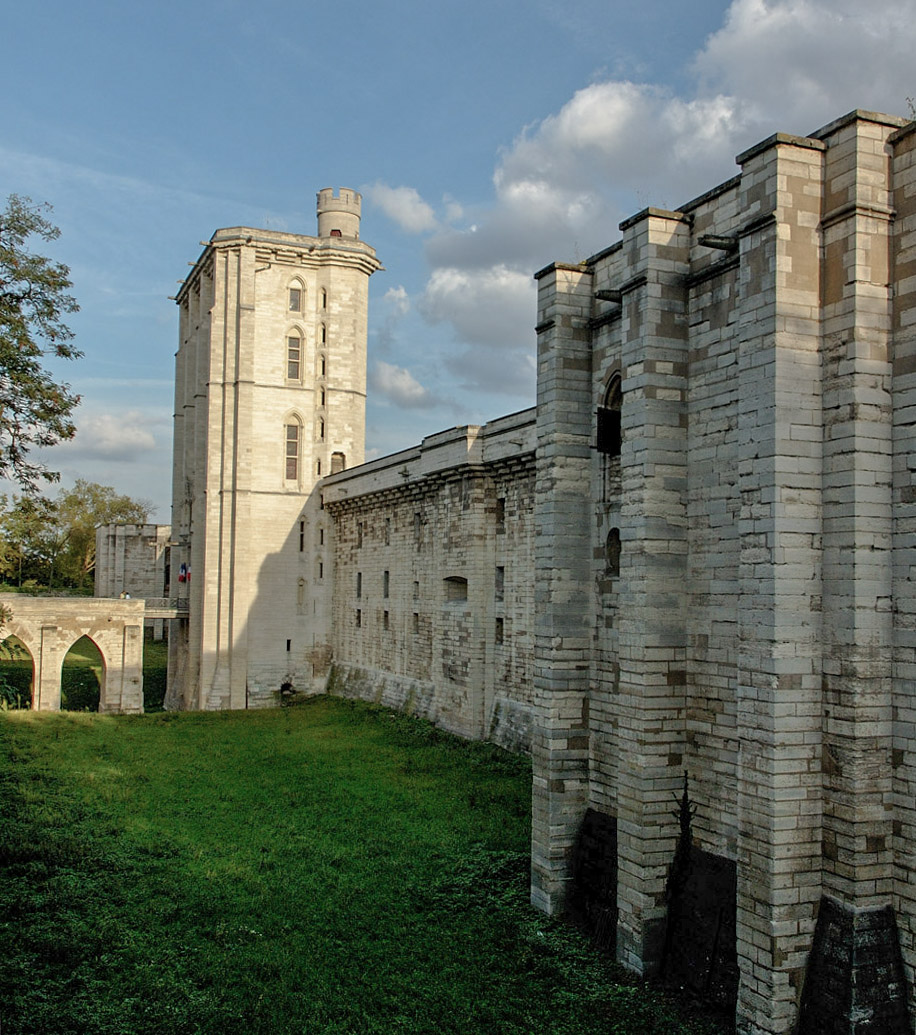
Muro norte y entrada principal del castillo.

El castillo de Vincennes (en francés: Château de Vincennes) es un castillo real francés de los siglos XIV y XVII, ubicado en el pueblo de Vincennes, a menos de 10 km al este de París, actualmente un suburbio del área metropolitana. Era el castillo más grande de la Edad Media en Europa.
En el recinto interior se construyó —a imagen de la Sainte-Chapelle parisina— la Sainte-Chapelle vicennienne, una capilla medieval fundada en 1379 a petición del rey Carlos V con el fin de albergar las reliquias de la Pasión de Cristo Se finalizó definitivamente en 1552.

## Historia
Como otros castillos famosos tuvo sus orígenes en un refugio de caza, levantado por Luis VII en los bosques de Vincennes alrededor del año 1150. En el siglo XIII, Felipe Augusto y Luis IX levantaron una casa más sólida: al parecer Luis IX habría partido hacia la Octava Cruzada desde Vincennes, de la cual nunca regresó.

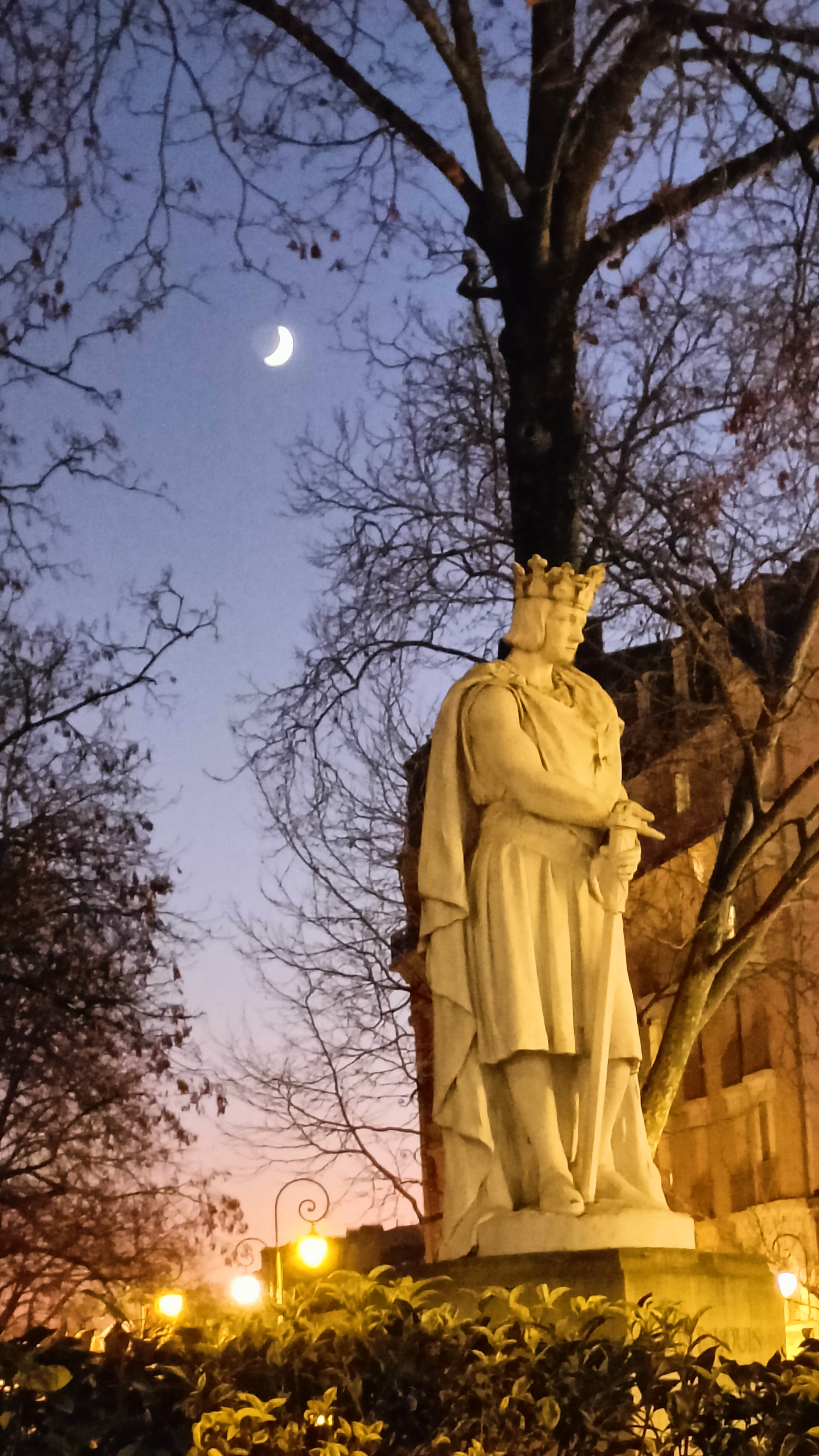
Estatua del rey Saint Louis en el Château de Vincennes.

Vincennes fue más que una lúgubre fortaleza: Felipe III (en 1274) y Felipe IV (en 1284) se casaron aquí y tres reyes del siglo XIV nacieron en Vincennes: Luis X (1316), Felipe V (1322) y Carlos IV (1328). También fue el lugar elegido por el cardenal Mazarino para su residencia y donde falleció en 1661.
El castillo fue extensamente ampliado, reemplazando la primera construcción a finales del siglo XIV. Una torre del homenaje de 52 metros de altura fue agregada por Felipe VI, un trabajo que comenzó alrededor del 1337. El magnífico circuito rectangular de muros fue terminado por la Dinastía Valois, casi dos generaciones más tarde (alrededor del 1410). La torre del homenaje sirvió como residencia para la familia real, y se sabe que sus construcciones acogieron la biblioteca y el estudio personal de Carlos V.
En el castillo de Vincennes se cobijaron temporalmente las reliquias de la corona de espinas, mientras la Sainte Chapelle de París era preparada para recibirlas. Enrique IV estuvo prisionero un tiempo aquí durante las Guerras de religión.
En el siglo XVII el arquitecto Luis Le Vau construyó para Luis XIV un par de campos aislados que se reflejan el uno al otro a través de un parterre a un lado del almacén, preparado para la Reina Madre y el Cardenal Mazarino, pero la reconstrucción nunca fue utilizada una vez que Versalles ocupara toda la atención. Algunos espléndidos departamentos muestran la fase temprana del estilo Luis XIV, antes de que la maqueta del Palacio de Vaux-le-Vicomte fuera presentada al Rey Sol. El desafortunado constructor del Vaux, el ministro Nicolás Fouquet, logró trasladarse a Vincennes, a habitaciones mucho menos cómodas. En 1691 otro huésped indeseable fue John Vanbrugh, quien poco después se convertiría en dramaturgo y arquitecto, y que realizaría algunos diseños góticos y barrocos basándose en su experiencia en Vincennes, según se ha sostenido.
Abandonado en el siglo XVIII, el castillo siguió siendo utilizado, primero por la industria de porcelanas de Vincennes, luego como prisión estatal que albergaría al Marqués de Sade, a Denis Diderot y al conde de Mirabeau, y después como comunidad de monjas de la Comunidad Inglesa Benedictina de Cambrai. Desde 1796 fue ocupado como fábrica de armas por parte de sus actuales ocupantes, las secciones históricas de las Fuerzas Armadas francesas.
Durante la guerra de la Sexta Coalición, París es ocupada el 31 de marzo de 1814 por las tropas de la coalición, el gobernador Pierre Daumesnil, se niega a entregar la fortaleza. Que solo rinde con la llegada en mayo de Luis XVIII. En los Cien Días, vuelve a ocupar el cargo. Resistiendo cinco meses la entrega del castillo a las fuerzas de la Séptima Coalición que habían ocupado la capital el 6 de julio de 1815.
Fueron realizadas en el castillo las ejecuciones del Duque de Enghien, en 1804, y de Mata Hari, en 1917. Durante la ocupación nazi, 30 prisioneros fueron ejecutados el 20 de agosto de 1944.
En el siglo XIX se le construyeron jardines según el estilo inglés. En 1860, Napoleón III contrató a Eugène Viollet-le-Duc para restaurar el almacén y la capilla, y donó el Bosque de Vincennes (9,95 km² de extensión) a la ciudad de París como parque público.
También sirvió como cuartel general militar de la Jefatura General de Personal, a cargo del general Maurice Gamelin durante la infructuosa defensa de Francia contra la invasión del ejército alemán en 1940.

## Descripción del castillo

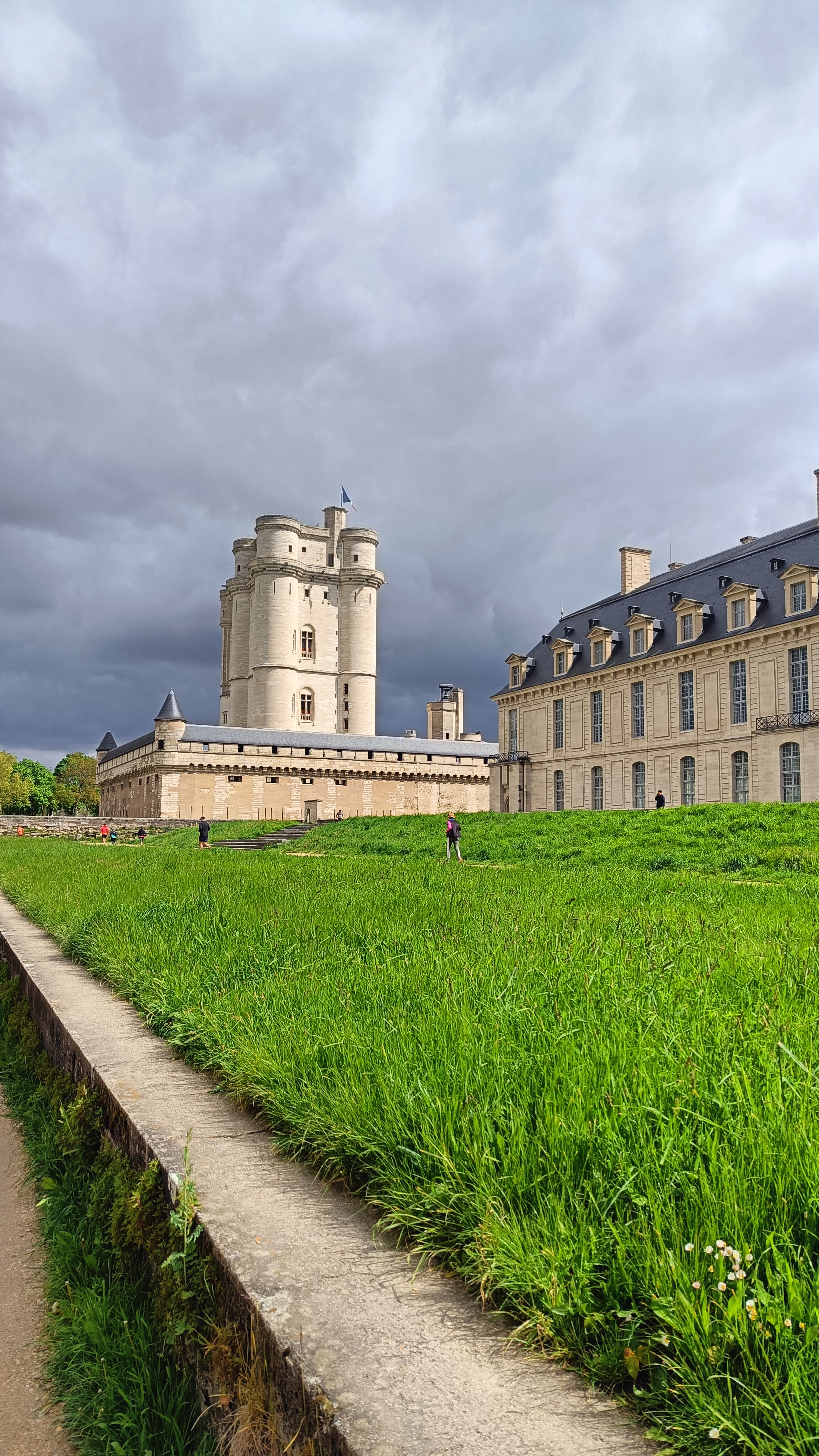
El Castillo de Vincennes

Solo algunos rastros recuerdan al anterior castillo que datan del siglo XIV. El castillo forma un rectángulo de 330 por 175 metros, con seis torres y tres entradas, cada una de 42 metros de alto originalmente. Está rodeado por un profundo foso. El donjon, de 52 metros de alto, ocupa el lado occidental de la fortaleza, separado del resto del castillo por el foso. El extremo sur del castillo contiene las construcciones de Le Vau.